# Babina lini
Babina lini е вид земноводно от семейство Водни жаби (Ranidae).

## Разпространение
Видът е разпространен в Китай.